# Folklor polski

Państwowy Zespół Ludowy Pieśni i Tańca „Mazowsze”, zespół artystyczny odwołujący się do tradycji polskiej muzyki i tańca ludowego

Folklor polski – symboliczno-artystyczna dziedzina polskiej kultury ludowej. Przybiera niejednolite formy w zależności od grupy społecznej i regionu etnograficznego.
Do folkloru danej okolicy zalicza się taką twórczość ludową, jak tańce, muzykę, instrumenty, gwarę, pieśni, stroje, rękodzieło (ceramikę, tkactwo, kowalstwo), budownictwo.
Badania nad folklorem polskim zaczynają się w XIX wieku i są związane z walką o utrzymanie świadomości narodowej (zob. też: pozytywizm w Polsce, praca u podstaw). Hugo Kołłątaj w 1802 opracował pierwszy polski program badań nad folklorem, ale wzrost zainteresowania tą dziedziną nastąpił głównie w drugiej połowie tego wieku. Znaczący badacze tego okresu to Zorian Dołęga-Chodakowski, Oskar Kolberg, Jan Karłowicz, Erazm Majewski, Zygmunt Gloger, Lucjan Malinowski, Władysław Siarkowski, Jan Świętek, Seweryn Udziela. Materiały gromadzili także pisarze i etnografowie-amatorzy (m.in. Kazimierz Władysław Wóycicki, Żegota Pauli, Karol Baliński, Lucjan Siemieński).
W okresie międzywojennym rozwinęły się badania polskiego folkloru regionalnego, wyodrębniono także folklor grup społecznych (polski folklor chłopski, polski folklor robotniczy, itp.).